# Pachydissus
Pachydissus är ett släkte av skalbaggar. Pachydissus ingår i familjen långhorningar.

## Dottertaxa tillPachydissus, i alfabetisk ordning[1]
- Pachydissus aquilus
- Pachydissus argentatus
- Pachydissus aspericollis
- Pachydissus aurivillianus
- Pachydissus australasiae
- Pachydissus boops
- Pachydissus camerunicus
- Pachydissus curvivittatus
- Pachydissus elegans
- Pachydissus furcifer
- Pachydissus furvus
- Pachydissus garnieri
- Pachydissus grossepunctatus
- Pachydissus hector
- Pachydissus intermedius
- Pachydissus magnus
- Pachydissus natalensis
- Pachydissus nubilus
- Pachydissus parvicollis
- Pachydissus patricius
- Pachydissus philemon
- Pachydissus picipennis
- Pachydissus probatus
- Pachydissus regius
- Pachydissus rugosicollis
- Pachydissus samai
- Pachydissus schmutzenhoferi
- Pachydissus schoenigi
- Pachydissus semiplicatus
- Pachydissus sericus
- Pachydissus subauratus
- Pachydissus sweersensis
- Pachydissus tatei
- Pachydissus thibetanus
- Pachydissus titan
- Pachydissus vicarius
- Pachydissus vicinus